# Улица Бутырина (Владикавказ)

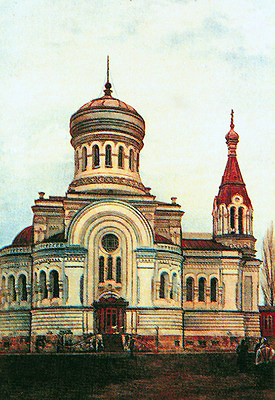
Михало-Архангельский собор

Улица Бутырина — улица во Владикавказе, Северная Осетия, Россия. Улица располагается в Иристонском муниципальном округе Владикавказа между проспектом Мира и улицей Академика Шёгрена. Начинается от проспекта Мира.

## Расположение
Улицу пересекают улицы Ленина, Бородинская и Ватутина. От улицы Бутырина начинаются улицы Революции, Гостиева, Ботоева, Тамаева, Фрунзе и Борукаева. На улице Бутырина заканчивается Музейный переулок.

## История
Улица названа в честь революционера Якова Бутырина.
Улица образовалась в середине XIX века и носила имя князя и генерал-фельдмаршала Михаила Воронцова. Впервые отмечена на плане Владикавказа «Карты Кавказского края» как Воронцовская улица. Упоминается под этим же названием в Перечне улиц, площадей и переулков от 1911 года.
25 октября 1922 года по инициативе С. М. Кирова и Г. К. Орджоникидзе была переименована в честь революционера Якова Бутырина. Упоминается под этим же названием в Перечне улиц, площадей и переулков от 1925 года.
В квартале между улицей Бутырина и Церетели находился собор Михало-Архангельский собор, построенный в 1894 году и частично разрушенный в 30-е годы XX столетия. На его месте был построен многоквартирный жилой дом для семей военнослужащих.

## Объекты
Объекты культурного наследия
- д. 1/ Проспект Мира 4 — здание бывшего Владикавказского окружного суда. Памятник архитектуры. Бывшее Областное чертёжное Межевое управление[7].
- д. 5/ Ленина 9 — бывший особняк Ахундова. Памятник архитектуры[7]. В 1910-е годы здесь жил азербайджанский композитор Узейр Абдул Гусейн оглы Гаджибеков. Здесь размещался также филиал Санкт-Петербургского страхового агентства.
- д. 7/ Ленина 8 — Министерство образования Северной Осетии. Бывший доходный дом Воробьёва — памятник архитектуры[7]. Начало XX века, архитектор И. В. Рябикин. Позже — НКВД СОАССР, где в 1920—1950-е годы содержались жертвы сталинских репрессий и где были расстреляны многие общественные деятели, представители науки, литературы и культуры[8].
- д. 9/ Революции 1 — памятник архитектуры[7].
- д. 10/ Церетели, 11 — памятник истории[7]. Дом, где жили: в 1937—1948 гг. — ветеран колхозного строительства в Северной Осетии Мылыхо Цимирзаевич Цораев, в 1940—1941 гг. — Герой Советского Союза Иван Иванович Фесин, в 1945—1968 гг. — писатель Тотырбек Исмаилович Джатиев.
- д. 13/ Гостиева, 1 — памятник истории[7]. Дом, где в 1923—1925 гг. жил председатель Совнаркома Горской республики Саханджери Гидзоевич Мамсуров.
- д. 15 — памятник архитектуры[7].
- д. 16/ Фрунзе, 30 — памятник истории[7]. Бывший штаб 3-го Кавказского корпуса. В настоящее время в здании находится Детское музыкальное училище № 1 имени П. Чайковского.
- 16А/ Фрунзе, 33А — памятник архитектуры. Трёхэтажный двухподъездный дом[7].
- д. 17/21 — памятник архитектуры[7].
- д. 19/ Ботоева 4 — памятник архитектуры. Дом, где в 1901—1902 гг. жил основоположник осетинской литературы Коста Леванович Хетагуров. С 1979 года — мемориальный музей[7].
- д. 21/ Тамаева, 1 — памятник архитектуры. Дом, где в 1906 г. размещалась подпольная типография Терско-Дагестанского комитета РСДРП[7].
- д. 27/ Бородинская, 21 — памятник архитектуры. Бывшее Владикавказское мужское духовное училище, три корпуса[7]. В настоящее время в здании находится Юридический факультет СОГУ.